# Tricorne
Pour les articles homonymes, voir Tricorne (homonymie).

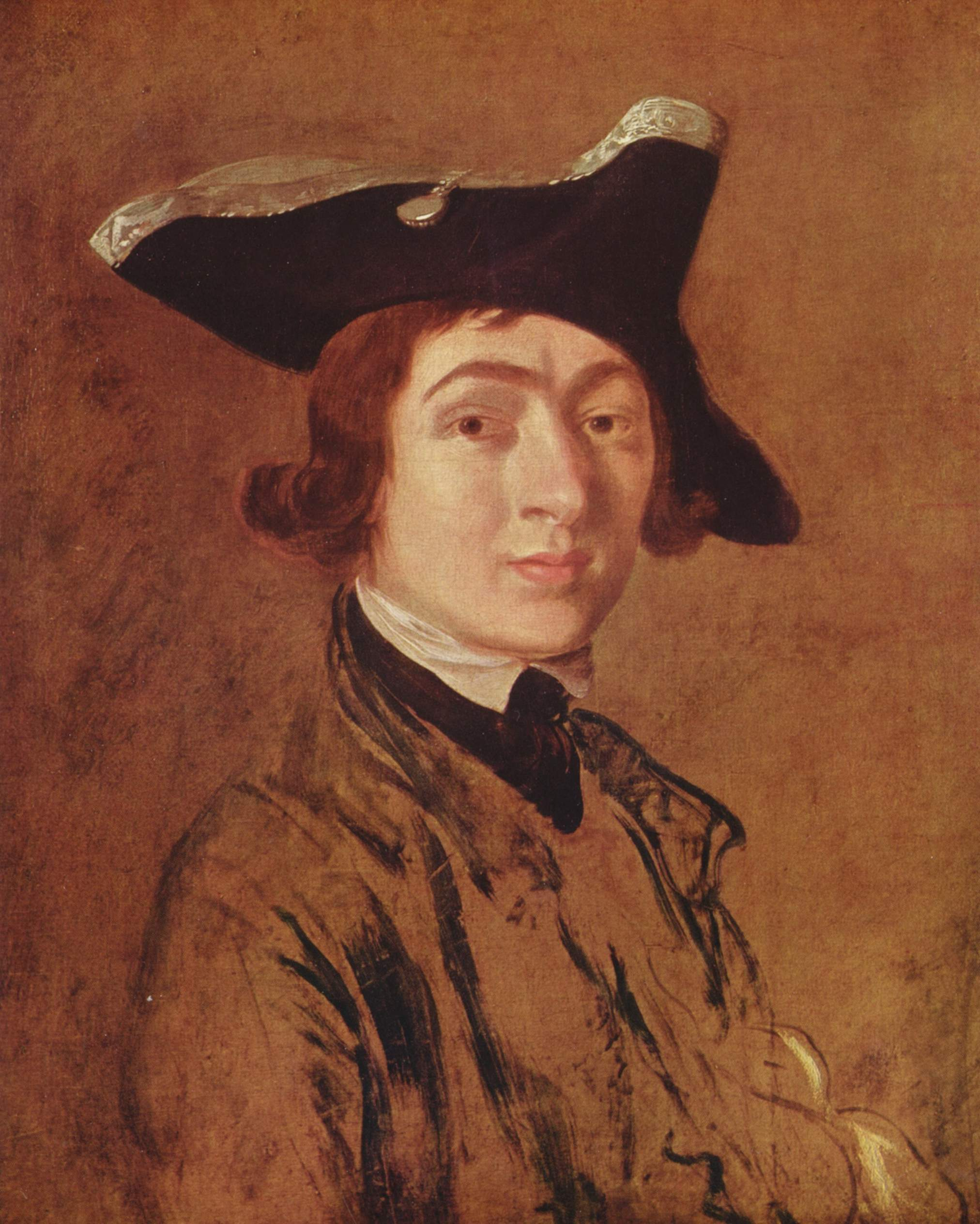
Exemple de tricorne

Le tricorne est un chapeau très en vogue au XVIIIe siècle, de forme triangulaire à bords repliés sur la calotte en trois cornes, d’où son nom. Pourtant, il fallut attendre le XIXe siècle pour que ce couvre-chef prenne ce nom.
Il est apparu vers 1690. Ce sont les militaires qui en répandirent l’usage. Des unités de cavalerie, durant la Glorieuse Révolution anglaise, prennent l’initiative de relever les bords de leur chapeau à larges bords en trois endroits. Les chapeaux à bords larges qu’ils utilisaient avaient tendance à s’affaisser, rendant les chevauchées extrêmement périlleuses. D’ailleurs, les corps de mousquetaires européens relevaient souvent un bord de leur couvre-chef, bien avant la fin du XVIIe siècle, sur le devant ou sur le côté. Le tricorne doit donc son succès, comme vêtement populaire puis comme accessoire de mode au XVIIIe siècle, à son adoption par les gens de guerre, et devient l’emblème de toute une époque. Après l'avoir popularisé, l'armée décide de sa péremption à la fin du siècle. En effet, certains corps d’armée spécialisés (comme les artilleurs ou les grenadiers) préfèrent vite la mitre au tricorne.
L’ère napoléonienne et les campagnes d’Italie voient l’abandon du tricorne par les derniers corps (garde nationale), et son remplacement par le shako de cuir imperméable à visière et jugulaire. De fait, le tricorne du domaine civil est abandonné dans les années 1770 pour le bicorne, en partie parce que les perruques atteignaient une taille si grande que le tricorne n’y tenait plus, le bicorne présentant l’avantage d’être presque plat sur un côté et de pouvoir être tenu à la main ou coincé sous le bras.
Il peut être accessoirisé avec des plumes rares (autruche), un ruban, etc. Il se portait presque exclusivement en chapeau de ville. On le tenait souvent à la main pour ne pas décoiffer la perruque.
En Espagne, le ministre des Finances et de la Guerre, Leopoldo de Gregorio, marquis d'Esquilache, essaya en mars 1766 de rendre le port du tricorne obligatoire dans la population, car le sombrero redondo et la grande cape permettaient de dissimuler le visage. Cela provoqua de telles émeutes que le roi Charles III dut le renvoyer et retirer la loi.
Les membres de la guardia civil espagnole portent le tricorne caractéristique (tricornio en espagnol) de leur unité.

## Galerie

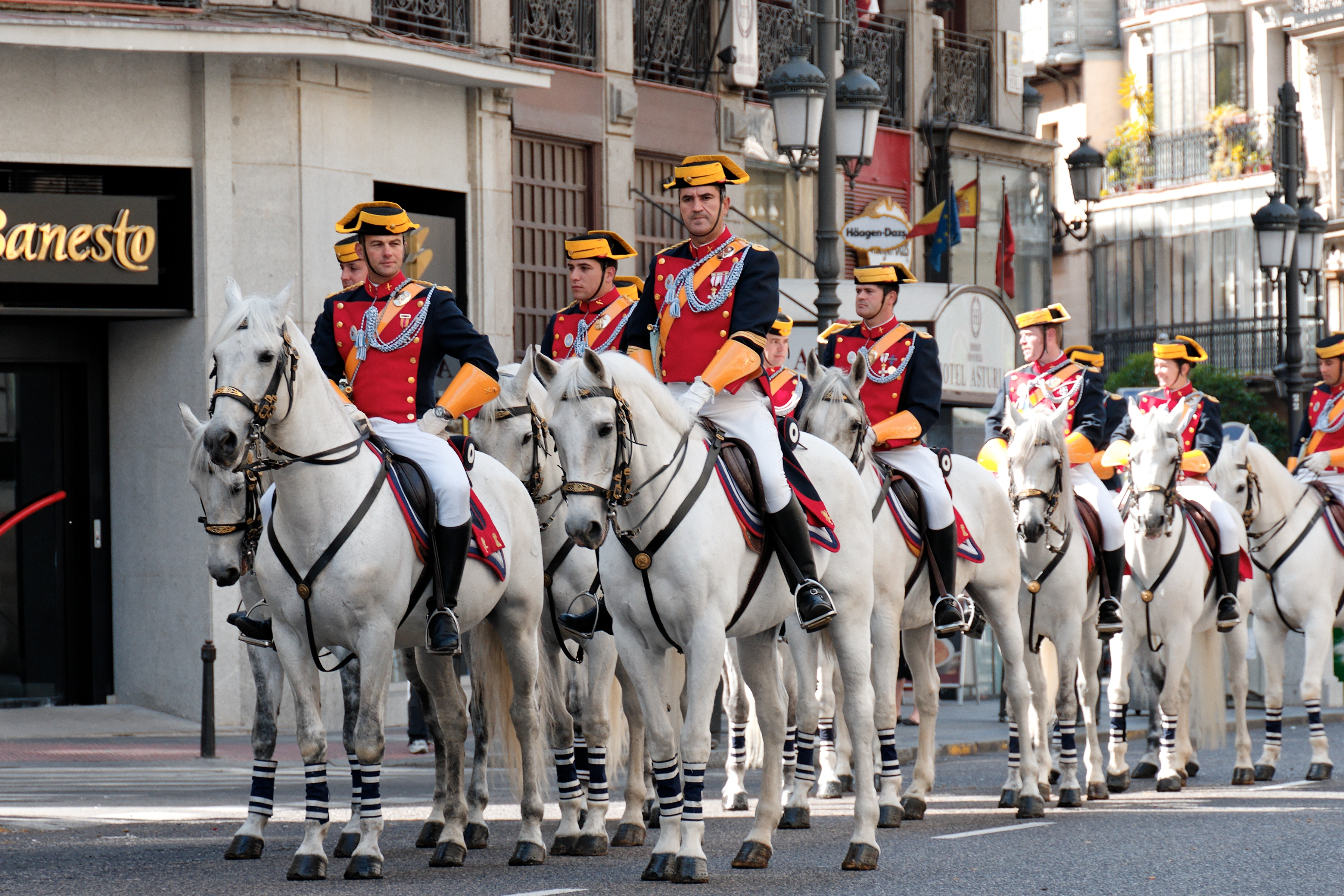
Guardias civiles espagnols en uniforme de gala et tricorne.
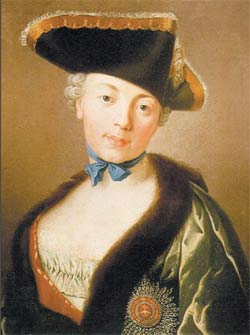
Catherine II portant un tricorne en feutre de poils de castor.
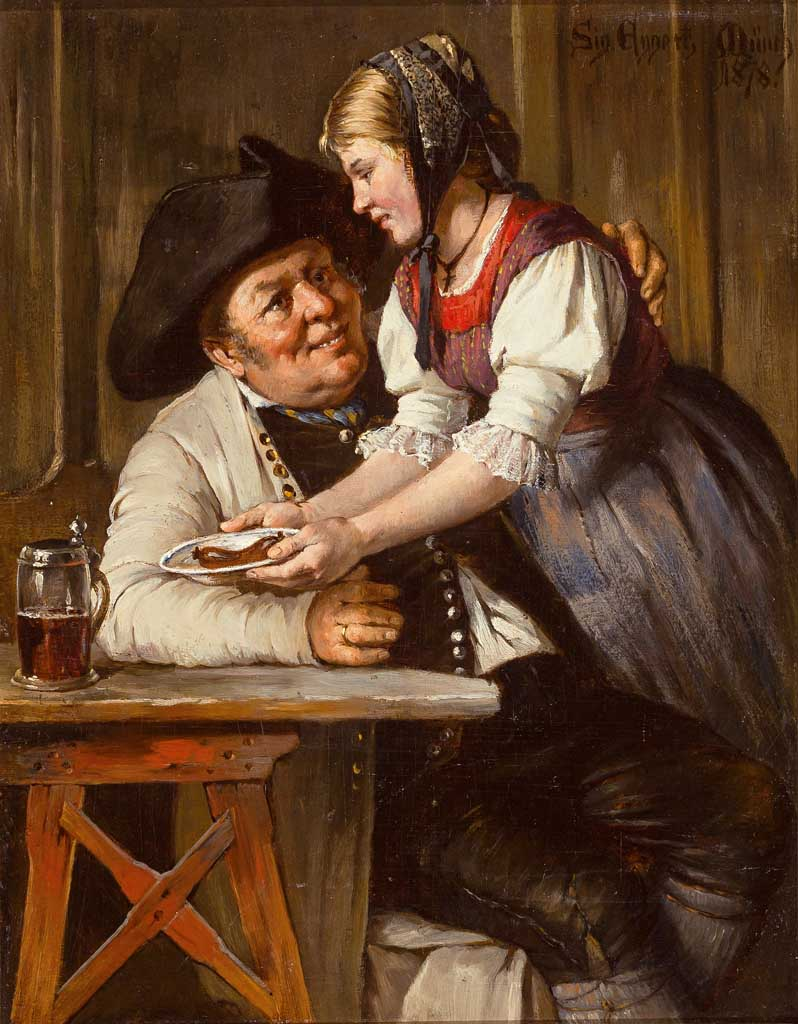
Fermier avec une jeune serveuse, 1878, Sigmund Eggert

Dans les armées françaises, les femmes portent le tricorne ou la marquise au lieu du képi ou de la casquette des hommes.
Si le bord du tricorne est petit, on parle de chapeau lampion ou de lampion.